# Пентагональный икоситетраэдр
Пентагона́льный икоситетра́эдр (от др.-греч. πέντε — «пять», γωνία — «угол», εἴκοσι — «двадцать», τέτταρες — «четыре» и ἕδρα — «грань») — полуправильный многогранник (каталаново тело), двойственный курносому кубу. Составлен из 24 одинаковых неправильных пятиугольников.
Имеет 38 вершин. В 6 вершинах (расположенных так же, как вершины октаэдра) сходятся по 4 грани своими острыми углами; в 8 вершинах (расположенных так же, как вершины куба) сходятся по 3 грани теми тупыми углами, которые дальше от острого; в остальных 24 вершинах две грани сходятся своими тупыми углами, ближними к острому, и одна — тупым углом, дальним от острого.

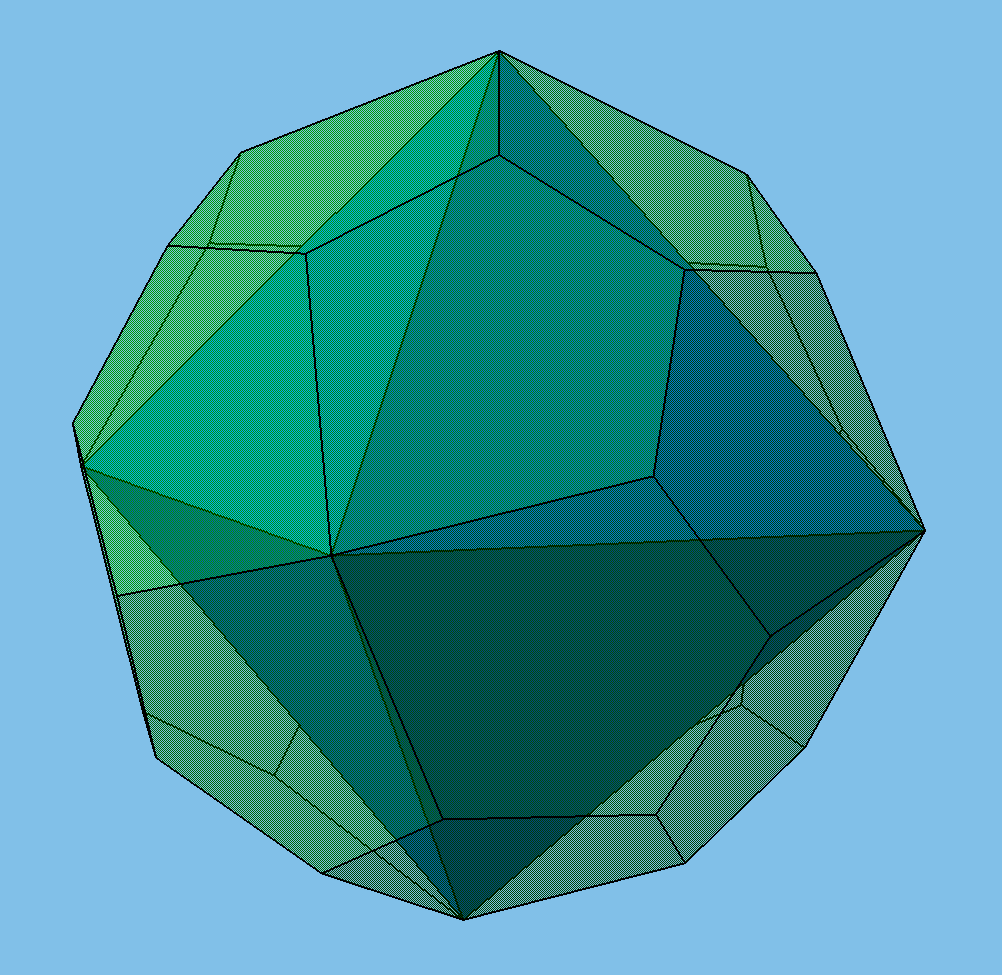
6 вершин расположены так же, как вершины октаэдра
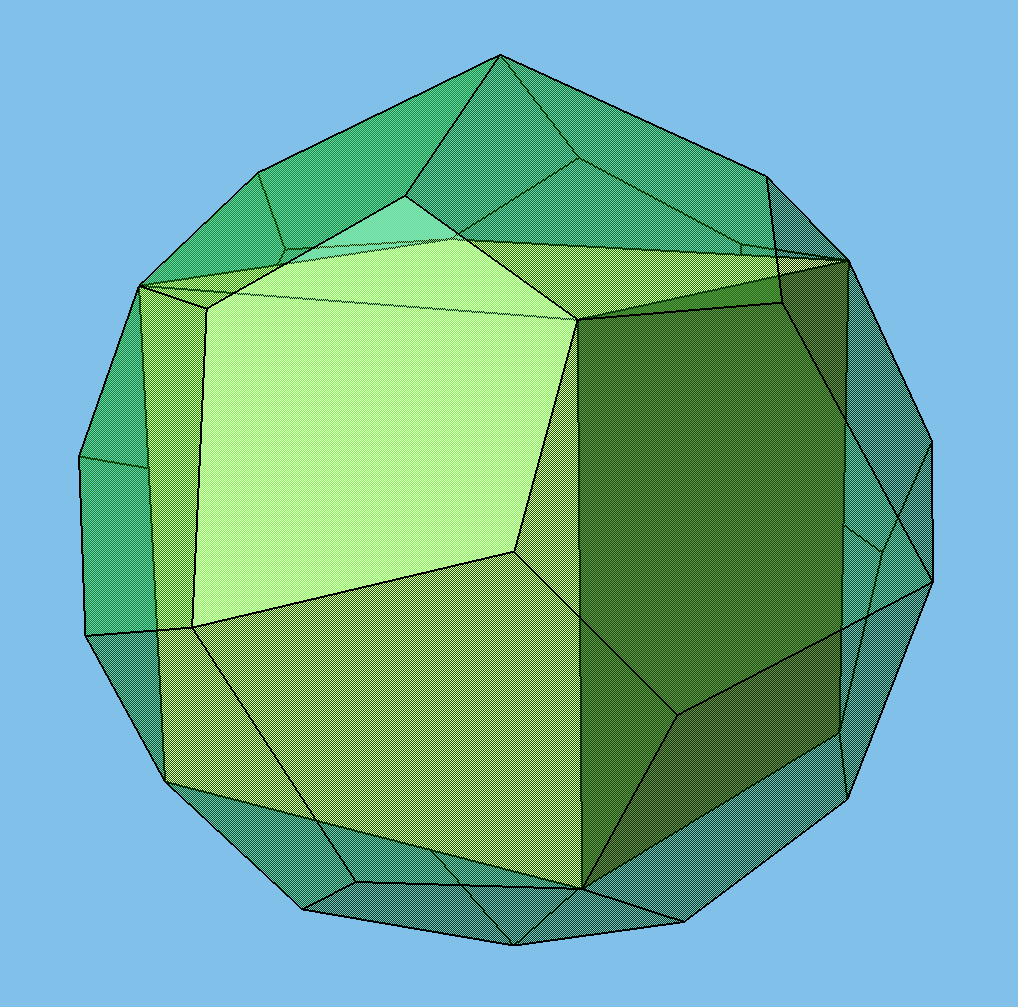
8 вершин расположены так же, как вершины куба

У пентагонального икоситетраэдра 60 рёбер — 24 «длинных» и 36 «коротких».
В отличие от большинства других каталановых тел, пентагональный икоситетраэдр (наряду с пентагональным гексеконтаэдром) является хиральным и существует в двух разных зеркально-симметричных (энантиоморфных) вариантах — «правом» и «левом».

## Метрические характеристики и углы
При определении метрических свойств пентагонального икоситетраэдра приходится решать кубические уравнения и пользоваться кубическими корнями — тогда как для ахиральных каталановых тел не требуется ничего сложнее квадратных уравнений и квадратных корней. Поэтому пентагональный икоситетраэдр, в отличие от большинства других каталановых тел, не допускает евклидова построения. То же верно и для пентагонального гексеконтаэдра, а также для двойственных им архимедовых тел.
Как и для курносого куба, при описании метрических свойств и углов пентагонального икоситетраэдра важную роль играет константа трибоначчи:
{\displaystyle t={\frac {1}{3}}\left(1+{\sqrt[{3}]{19-3{\sqrt {33}}}}+{\sqrt[{3}]{19+3{\sqrt {33}}}}\right)\approx 1{,}8392868.}

Грань пентагонального икоситетраэдра

Если три «коротких» стороны грани имеют длину {\displaystyle b}, то две «длинных» стороны имеют длину
{\displaystyle a={\frac {t+1}{2}}b\approx 1{,}4196434b.}
Площадь поверхности и объём многогранника при этом выражаются как
{\displaystyle S=3(t+1){\sqrt {\frac {22(5t-1)}{4t-3}}}\;b^{2}\approx 54{,}7965494b^{2},}
{\displaystyle V={\frac {t(3t+1)}{(t-1){\sqrt {2-t}}}}\;b^{3}\approx 35{,}6302020b^{3}.}
Радиус вписанной сферы (касающейся всех граней многогранника в их инцентрах) при этом будет равен
{\displaystyle r={\frac {1}{2}}{\sqrt {\frac {t+1}{(3-t)(2-t)}}}\;b\approx 1{,}9506813b,}
радиус полувписанной сферы (касающейся всех рёбер) —
{\displaystyle \rho ={\frac {1}{2}}{\sqrt {\frac {t+1}{2-t}}}\;b\approx 2{,}1015939b,}
радиус окружности, вписанной в грань —
{\displaystyle r_{\Gamma \mathrm {P} }={\sqrt {\rho ^{2}-r^{2}}}={\frac {1}{2}}{\sqrt {\frac {t+1}{3-t}}}\;b\approx 0{,}7820097b,}
диагональ грани, параллельная одной из «коротких» сторон  —
{\displaystyle e=tb\approx 1{,}8392868b.}
Описать около пентагонального икоситетраэдра сферу — так, чтобы она проходила через все вершины, — невозможно.
Все четыре тупых угла грани равны {\displaystyle \arccos \,{\frac {1-t}{2}}\approx 114{,}81^{\circ };} острый угол грани (между «длинными» сторонами) равен {\displaystyle \arccos \,(2-t)\approx 80{,}75^{\circ }.}
Двугранный угол при любом ребре одинаков и равен {\displaystyle \arccos \,{\frac {t-1}{t-3}}\approx 136{,}31^{\circ }.}